# Naturschutzgebiet Nassweide im Linnepetal

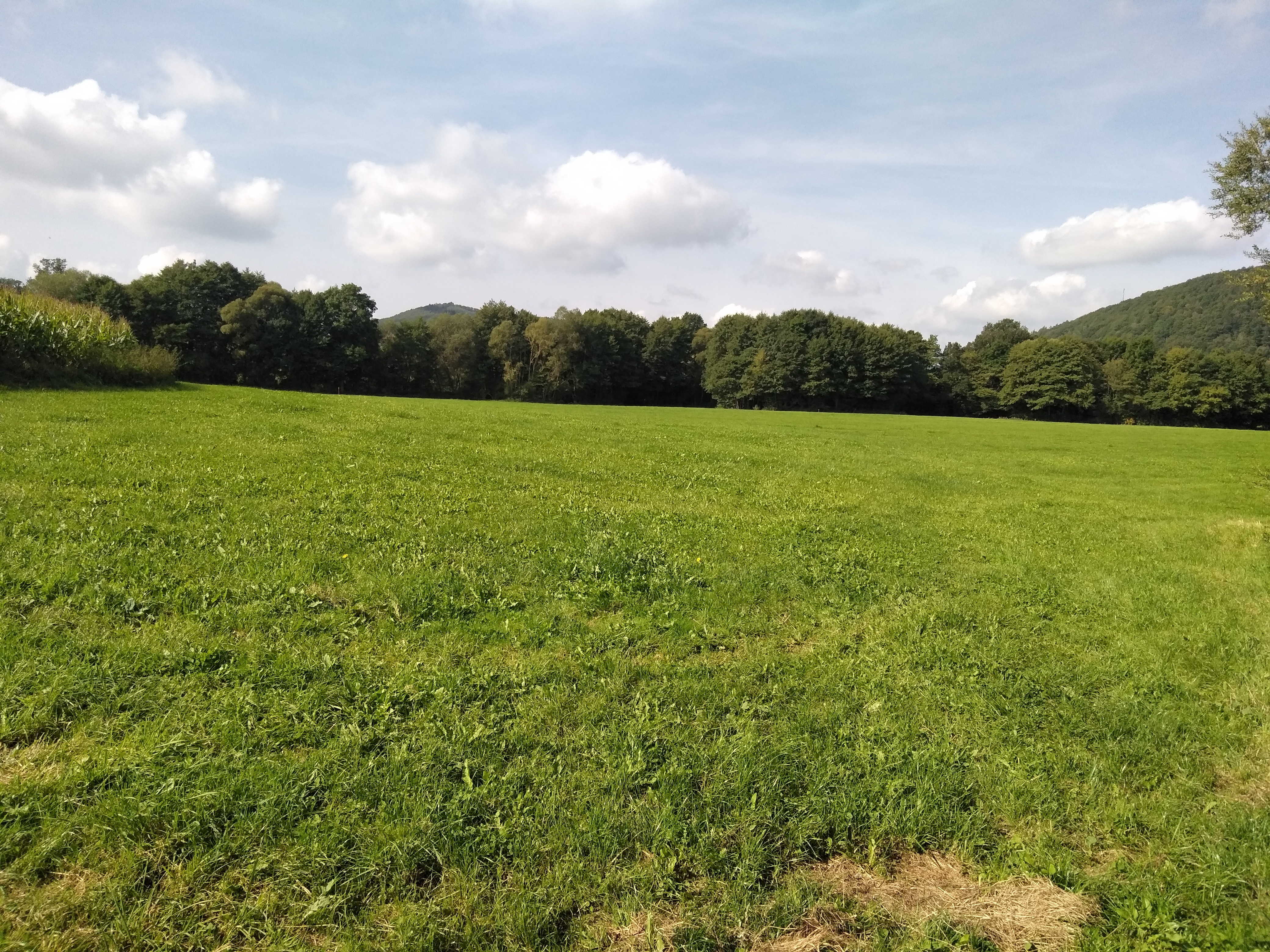
Ehemaliges Naturschutzgebiet Nassweide im Linnepetal von Norden

Das Naturschutzgebiet Nassweide im Linnepetal mit einer Größe von 3,5 ha lag nördlich von Linnepe im Stadtgebiet von Sundern (Sauerland). Das Gebiet wurde 1993 mit dem Landschaftsplan Sundern durch den Hochsauerlandkreis als Naturschutzgebiet (NSG) ausgewiesen. Die westliche Grenze des NSG bildete der Fluss Linnepe und die nördliche und östliche der Fluss Rumke. Wegen der regelmäßigen Beobachtung von Schwarzstörchen hat die Wiese im Volksmund den Namen Schwarzstorchwiese. Ein anderer Name war Sperrartwiese. Bei der Neuaufstellung des Landschaftsplans Sundern 2019 entfiel der NSG-Status und das Gebiet wurde dem Landschaftsschutzgebiet Linnepetal zwischen Linnepe und Westenfeld zugeschlagen.

## Gebietsbeschreibung
Beim Gebiet handelt es sich um eine Wiesenfläche. Die Wiesenfläche wird intensiv bewirtschaftet. Noch nach NSG-Ausweisung wurden in den 1990er-Jahren Teile der Wiese mit Bodenaufschüttungen erhöht. Wann eine Drainage, zur Entwässerung, im Gebiet verlegt wurde, ist unklar. Danach wurde die Wiese als Maisacker genutzt. Erst nachdem der Verein für Natur- und Vogelschutz im Hochsauerlandkreis (VNV) die Untere Landschaftsbehörde im Hochsauerlandkreis auf diese rechtswidrige Nutzung hinwies, sorgte die Behörde dafür, dass die Fläche wieder eingesät und als Grünland genutzt wurde.
Die Wiesenfläche wird nur im Osten bzw. Südosten nicht von einem Bach begrenzt. Im Norden des NSG verläuft die Rumke vergleichsweise naturnah mit Unterwasservegetation. Die Ufer werden von Mädesüß-Uferhochstauden eingenommen. Im Westen des NSG befand sich ein genutzter Fischteich, welcher später aus der Nutzung fiel. Durch das umgebende Erlen-Gehölz ist das Gewässer stark beschattet. Südlich grenzt eine Pestwurz-Flur an. Die westlich des NSG verlaufende Linnepe ist naturnah ausgeprägt mit bachbegleitendem Ufergehölz und teils flachen Kiesufern.
Im Fachinformationssystem des Landesamtes für Natur, Umwelt und Verbraucherschutz Nordrhein-Westfalen wurden als Maßnahmen zur Verbesserung des NSG aufgeführt extensive Grünlandbewirtschaftung durch Beweidung oder Mahd. Auch eine Wiedervernässung der Wiese wurde vorgeschlagen.
Im NSG wurde der Nachtfalter Gammaeule (Autographa gamma) nachgewiesen.

## Schutzzweck
Das NSG wurde festgesetzt zur Erhaltung von Lebensgemeinschaften und Lebensstätten bestimmter wildlebender Pflanzen- und Tierarten, ferner zum Schutz des landesweit bedeutsamen Biotops mit hohem Entwicklungspotential. Wie bei allen Naturschutzgebieten in Deutschland wurde in der Schutzausweisung darauf hingewiesen, dass das Gebiet „wegen der Seltenheit, besonderen Eigenart und Schönheit des Gebietes“ zum Naturschutzgebiet wurde. Der Feuchtwiesencharakter mit dem Uferstreifen an dem Fluss Linnepe mit der dortigen Tier- und Pflanzenwelt sollte erhalten werden. Durch eine extensive Bewirtschaftung sollte die schützenswerten Grünlandgesellschaften des NSG geschützt werden.

## Verlust des NSG-Status
Noch nach Ausweisung als NSG wurden in den 1990er-Jahren Teile der Wiese mit Bodenaufschüttungen erhöht und eine Drainage zur Entwässerung im Gebiet verlegt. Danach wurde die Wiese als Maisacker genutzt. Trotzdem standen Schwarzstörche noch auf dem Maisacker. Anfangs zwischen den kleinen Maispflanzen und dann in einer kleinen Senke die wegen Wasserführung im Frühjahr vegetationslos war. Erst als der VNV die Untere Naturschutzbehörde auf diese rechtswidrige Nutzung hinwies, sorgte diese dafür, dass die Fläche wieder als Grünland eingesät wurde und als Intensivmähwiese genutzt. Eine Entfernung der Drainage und der Bodenauffüllungen unterblieb und die Wiese wurde intensiv genutzt. Der Wert des Schutzgebietes ging so dauerhaft verloren. Schwarzstörche nutzen die Wiese nur noch sehr selten als Rastplatz. Bei einer Kartierung der LANUV 2013 wurde das NSG als stark beeinträchtigt eingestuft. Als positive Entwicklungstendenz gegenüber der Vorkartierung 2005 kartierte man 2013, dass die intensive Teichnutzung zur Fischzucht aufgegeben wurde, aber 2013 trocken gefallen war. Ferner vermerkte man, dass das Intensivgrünland wieder artenreicher wurde. Man stufte das NSG als von lokale Bedeutung und vergleichsweise artenarm ein.